# Rosenjoch
Rosenjoch är en bergstopp i Österrike.   Den ligger i distriktet Innsbruck-Land och förbundslandet Tyrolen, i den västra delen av landet, 400 km väster om huvudstaden Wien. Toppen på Rosenjoch är 2 401 meter över havet.
Terrängen runt Rosenjoch är huvudsakligen bergig, men österut är den kuperad. Runt Rosenjoch är det ganska tätbefolkat, med 62 invånare per kvadratkilometer.. Närmaste större samhälle är Innsbruck, 15,8 km nordväst om Rosenjoch. 
Trakten runt Rosenjoch består i huvudsak av gräsmarker.